# Newton Bernardes
Newton Bernardes (Igarapava, 2 de maio de 1931 – Campinas, 25 de novembro de 2007), cientista de destaque mundial, um dos mais renomados físicos do Brasil, Bernardes foi professor do ITA, do Instituto de Física da USP e da Unicamp.

## Carreira
Em 1955, bacharel licenciado em Física pela USP, contemplado com bolsa de estudos Bernardes foi para os Estados Unidos, onde concluiu o mestrado na Universidade de Illinois e o doutorado pela Universidade de Washington em Saint Louis. Sua Tese de Mestrado, sob a orientação de John Bardeen, na Universidade de Illinois, em Urbana (EUA), teve grande repercussão em publicações da área, como a “Physical Review” e a “Physical Review Letters”. Foi classificado no dicionário “American Men of Science” (1960) e no “Directory of Academic Physicists” (1959-1960). Newton Bernardes consta da relação dos “físicos brasileiros mais citados no exterior” publicada pelo jornal Folha de S. Paulo em 11 de setembro de 1999.
No final de 1956, Bernardes deixou a Universidade de Illinois para trabalhar na Universidade de Washington, mas continuou mantendo contato com Bardeen sobre a supercondutividade.
John Bardeen foi um dos ganhadores do Prêmio Nobel de Física de 1972, juntamente com os físicos norte-americanos Leon Neil Cooper e John Robert Schrieffer pelo desenvolvimento da Teoria da Supercondutividade, a hoje famosa Teoria BCS, publicada em 1957 (Physical Review 108, p. 1175, Bardeen, Cooper e Schrieffer); o artigo de Bernardes é citado neste trabalho.
Bernardes chefiou o Grupo de Física dos Sólidos da Comissão de Energia Atômica dos Estados Unidos, de 1960 a 1962. 
Em 1962, foi convidado por Mário Schenberg (1914-1990) a voltar para o Brasil para participar da implantação e do desenvolvimento do Departamento de Física do Estado Sólido da USP. Posteriormente, Bernardes foi diretor do Instituto de Física da USP, professor catedrático de mecânica quântica e mecânica estatística, professor catedrático de Física da Faculdade de Farmácia e Bioquímica da USP e professor titular do Instituto de Química, tendo se aposentado em 1993. 
A partir de 1976, como professor colaborador do Instituto de Física Gleb Wataghin da Unicamp, foi chefe do Departamento de Eletrônica Quântica e membro fundador do Centro de Lógica, Epistemologia e História da Ciência (CLE) da Unicamp.

## Reconhecimento
Por ocasião do seu falecimento em 2007, colegas e amigos assim manifestaram na mídia seu reconhecimento por sua contribuição à ciência:
| “ | Newton Bernardes foi um cientista destacado mundialmente e solidário com seus colegas e amigos. Foi também um excelente professor. Licenciado do ITA, trabalhou na década de 50 na Universidade de Washington, nos Estados Unidos, onde escreveu um importante e imaginativo trabalho sobre supercondutividade que foi citado no paper de Bardeen, Cooper e Schrieffer sobre a Teoria BCS, que resultou no Prêmio Nobel de 1972.(Carlos Henrique de Brito Cruz, diretor científico da FAPESP). | ” |

"Bernardes trabalhou com H. Primakoff (das transformações de Holstein-Primakoff), fazendo cálculos para o comportamento termodinâmico a baixíssimas temperaturas de fluidos e sólidos quânticos. Um desses trabalhos é citado no famoso texto didático de Kittel sobre física do estado sólido" (Silvio Salinas, físico). 
“Seus trabalhos trouxeram contribuições reconhecidas como de expressiva originalidade e relevância, especialmente em física do estado sólido, sendo freqüentemente citados em publicações internacionais na área. No CLE, ele fez, nos últimos anos, pesquisas importantes em fundamentos da física, como em termodinâmica e em mecânica quântica” (Silvio Seno Chibeni, professor do Instituto de Filosofia e Ciências Humanas da Unicamp e coordenador da biblioteca do CLE). 
“O professor Bernardes deu excelente contribuição à física brasileira, fazendo bela ciência e também instigando gerações mais jovens em várias instituições, como o ITA, a USP e a Unicamp” (Carlos Henrique de Brito Cruz, físico). 
“Newton Bernardes fala do BCS como aquele Prêmio Nobel que era dele e que de fato é ele que é citado no artigo original descrevendo líquidos binários”. (Antonio Carlos Pavão, professor da Universidade Federal de Pernambuco e diretor-presidente da Associação Brasileira de Museus e Centros de Ciência (CBMCC). 